# Barclaya kunstleri
Barclaya kunstleri ist eine Pflanzenart aus der Gattung Barclaya innerhalb der Familie Seerosengewächse (Nymphaeaceae). Diese Wasserpflanze Sie kommt auf der Malaiischen Halbinsel und in Singapur vor.

## Beschreibung

### Vegetative Merkmale
Barclaya kunstleri ist eine ausdauernde krautige Pflanze. Die behaarten, 2–4 cm langen und etwa 0,5 cm breiten Rhizome bilden über 50 cm lange Ausläufer.
Die 10 bis 15 Laubblätter sind in Blattstiel und -spreite gegliedert. Die grünen, behaarten bis kahlen Blattstiele sind 5–10 cm lang. Die einfache, hell-grüne Blattspreite ist bei einer Länge von 5–10 cm sowie einer Breite von 6–10 cm eiförmig bis rund.

### Generative Merkmale
Die Blütenstiele sind 10–20 cm lang. Die nachtblühenden Blüten weisen einen Durchmesser von 5–6 cm auf. Die äußeren Blütenhüllblätter sind 2,5–3,0 cm lang, die drei oder vier inneren Blütenhüllblätter sind etwa 1 cm lang. Es sind 20–30 Staubblätter vorhanden. Der Narbenbecher hat acht bis zehn Fruchtblattanhängsel.
Die Frucht ist bei einer Länge von etwa 1 cm kugelig bis länglich. Die stacheligen Samen sind bei einer Länge von etwa 1 mm sowie einem Durchmesser von etwa 0,5 mm ellipsoid.

### Zytologie
Die diploide Chromosomenzahl beträgt 2n = 36.

## Ökologie

### Vegetative Vermehrung
Es werden Ausläufer gebildet.

## Taxonomie
Das Typusexemplar wurde von Hermann H. Kunstler (1837–1887) im Juli 1885 in Westmalaysia gesammelt.
Die Erstbeschreibung erfolgte 1889 als Varietät Barclaya motleyi var. kunstleri King durch George King. Den Rang einer Art Barclaya kunstleri (King) Ridl. hat sie seit 1922 durch Henry Nicholas Ridley. Das Artepitheton kunstleri ehrt Hermann H. Kunstler.
Weitere Synonyme für Barclaya kunstleri (King) Ridl. sind: Hydrostemma kunstleri (King) B.C.Stone, Barclaya motleyi var. kunstleri King

## Lebensraum
Sie kommt in kleinen Gebirgsbächen mit sandigen oder schlammigen Untergrund vor.

## Gefährdung
Da ungenügend Daten vorliegen wird sie nach Kriterien der IUCN als „Data Deficient“ (DD) eingestuft.